# Jelena Lukinična Mrozovskaja

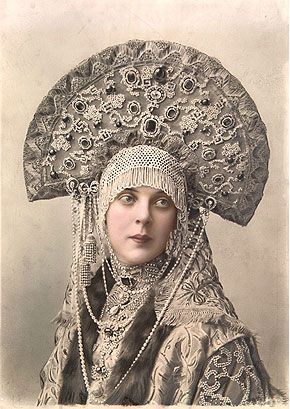
Princezna Olga Orlová na plese 1903

Jelena Lukinična Mrozovskaja nebo Helène de Mrosovsky (rusky: Елена Лукинична Мрозовская, roz. Knjazčevič, před rokem 1892 – 1941, Repino), byla ruská profesionální fotografka černohorského původu.

## Životopis
Mrozovskaja byla původně učitelkou a prodavačkou. V roce 1892 studovala fotografii na Ruské technické společnosti a dokončila studia u Nadara v Paříži. Vrátila se do Petrohradu, kde v roce 1894 otevřela studio. Ve dvacátých letech 20. století žila v Serově v okrese Petrohrad. Zemřela v roce 1941 v Repinu, v jiné čtvrti Petrohradu.

## Fotografie
Mimo jiné portrétovala významné osobnosti své doby, jako jsou například: hudební skladatel Nikolaj Andrejevič Rimskij-Korsakov, balerína Matilda Feliksovna Kšesinskaja, herečka Věra Fjodorovna Komissarževskaja a další spisovatele a herce. Její fotografie interiéru Petrohradské konzervatoře, pořízené začátkem roku 1896, patří mezi nejstarší fotografie konzervatoře a v roce 1897 byla jmenována jejím oficiálním fotografem. Získala bronzovou medaili na Všeobecné umělecké a průmyslové výstavě ve Stockholmu (1897) a stříbrnou medaili na výstavě Universelle (1900) v Paříži a zúčastnila se také mezinárodní soutěže Liège International (1905).

## Sbírky a exponáty
Jedna z jejích fotografií, ručně kolorovaná podobenka princezny princezny Olgy Orlové, která na sobě má kokošník na plese 1903 v zimním paláci, je ve sbírce muzea Ermitáž a byla odeslána do Hermitage Rooms of Somerset House v Londýně v 2003, jako součást putovní výstavy oslavující tři sta let města Petrohradu. Další z jejích barevných fotografií „Portrét dívky v malém ruském kroji“ je ve sbírce Moskevského domu fotografie a byl vystaven v Amsterodamu na začátku roku 2013 jako součást výstavy pořádané ruským ministerstvem kultury. Mnoho fotografií Mrozovské je uloženo ve sbírce Petrohradské konzervatoře a několik dalších je ve sbírce Ruského státního archivu literatury a umění.

## Galerie

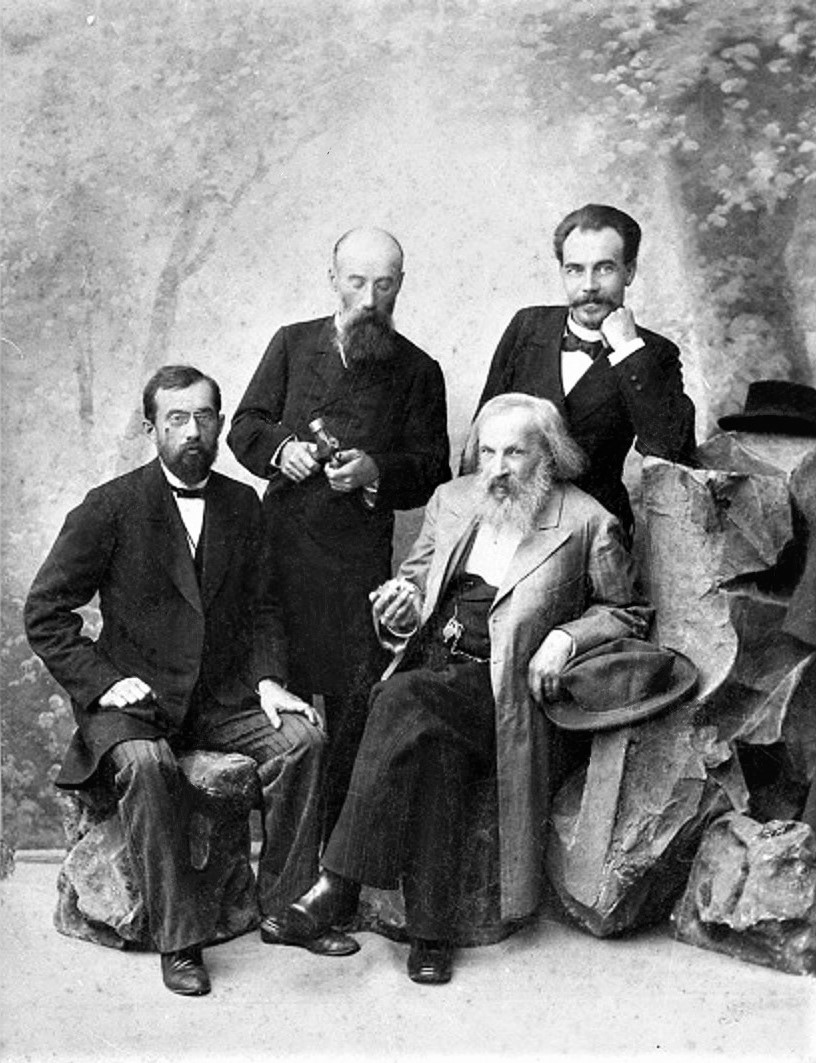
Uralská expedice D. I. Mendělejeva
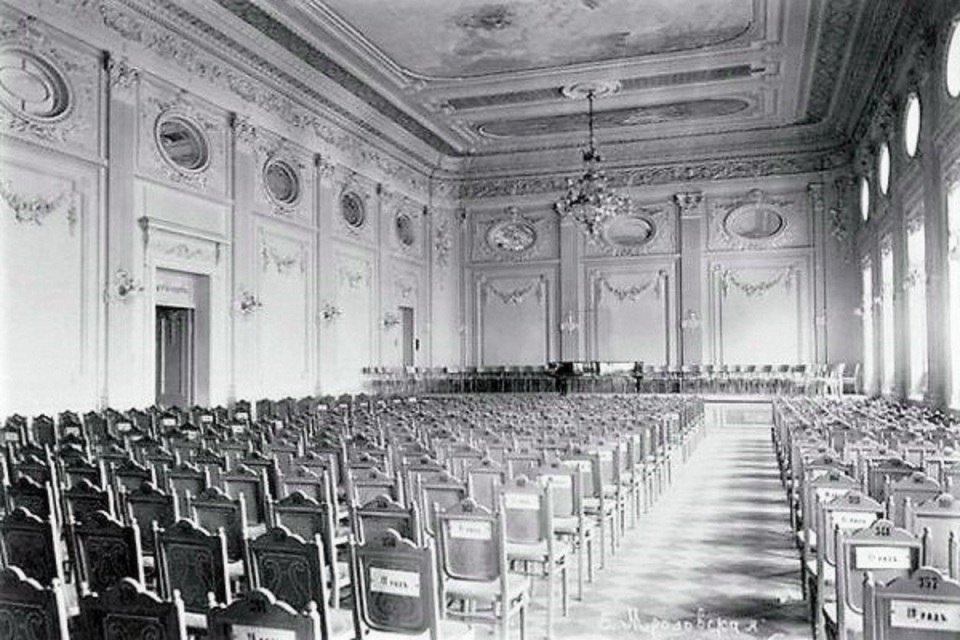
Interiér Petrohradské konzervatoře
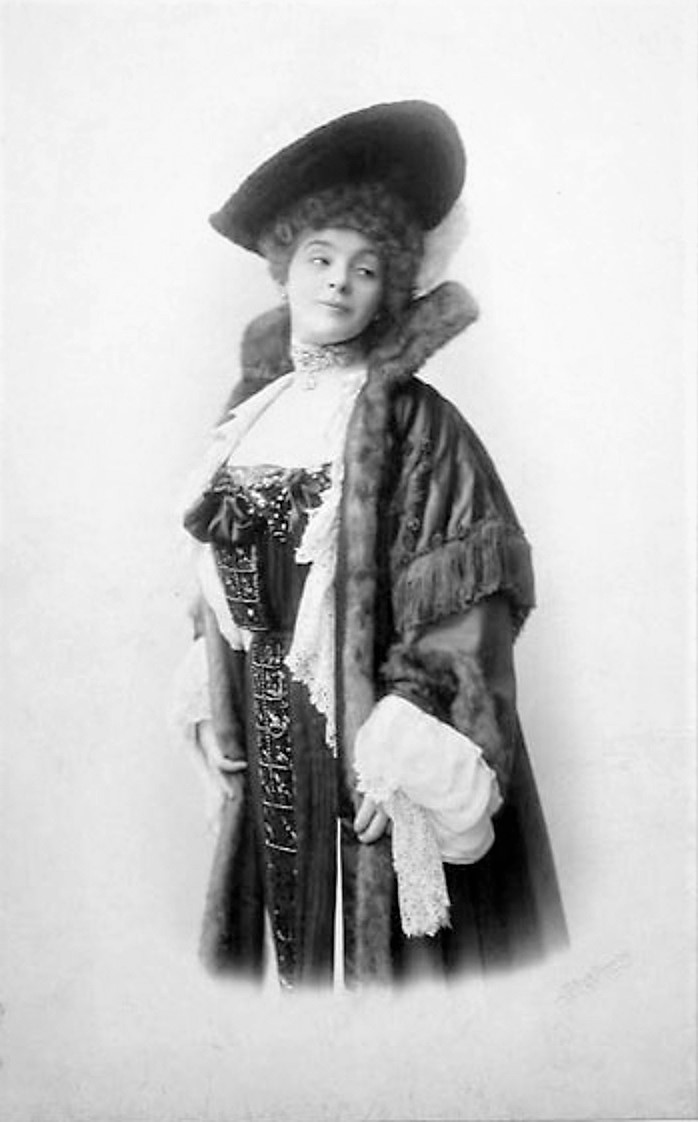
Režan
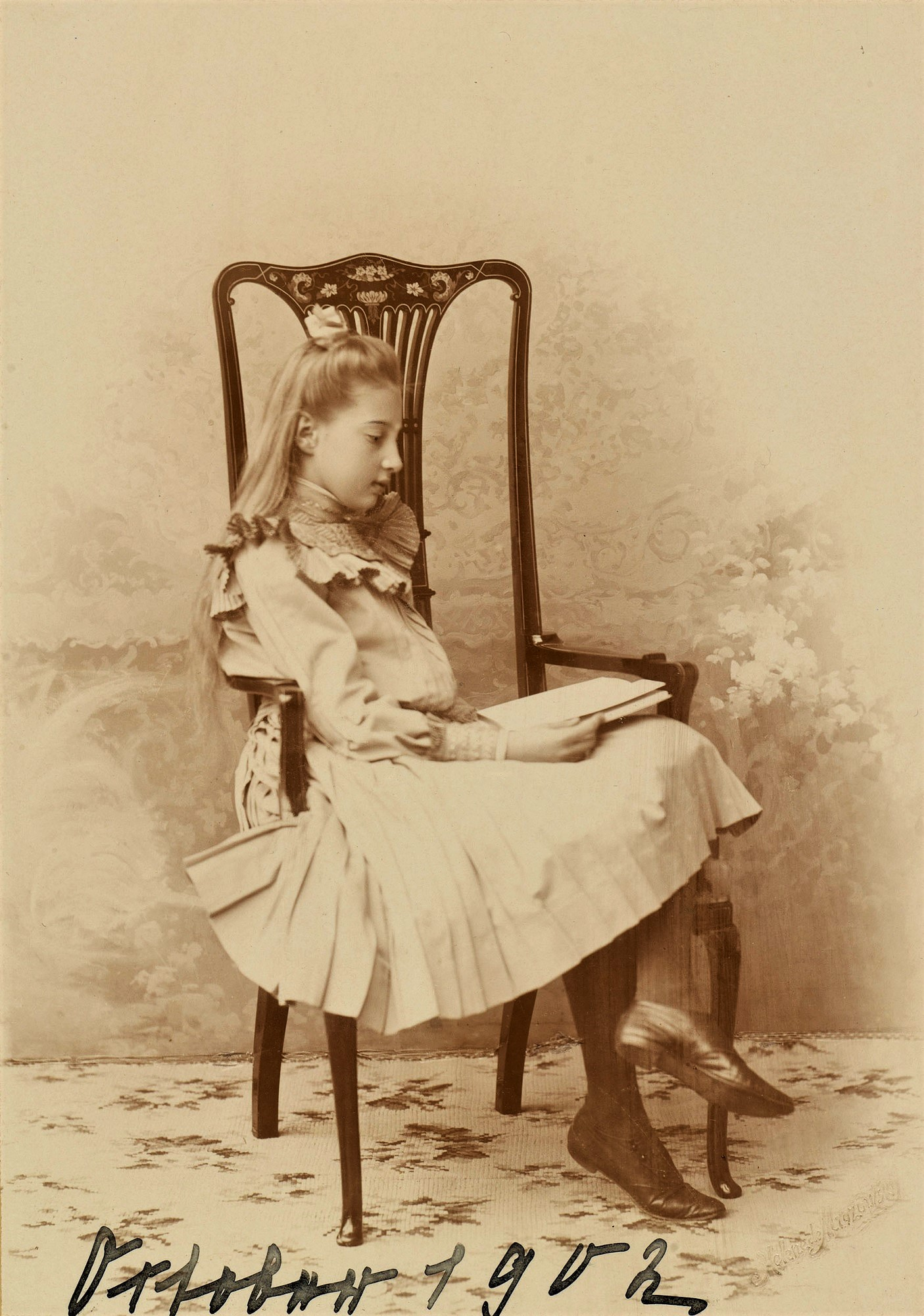
Tatjana Konstantinovna Romanova, 1902
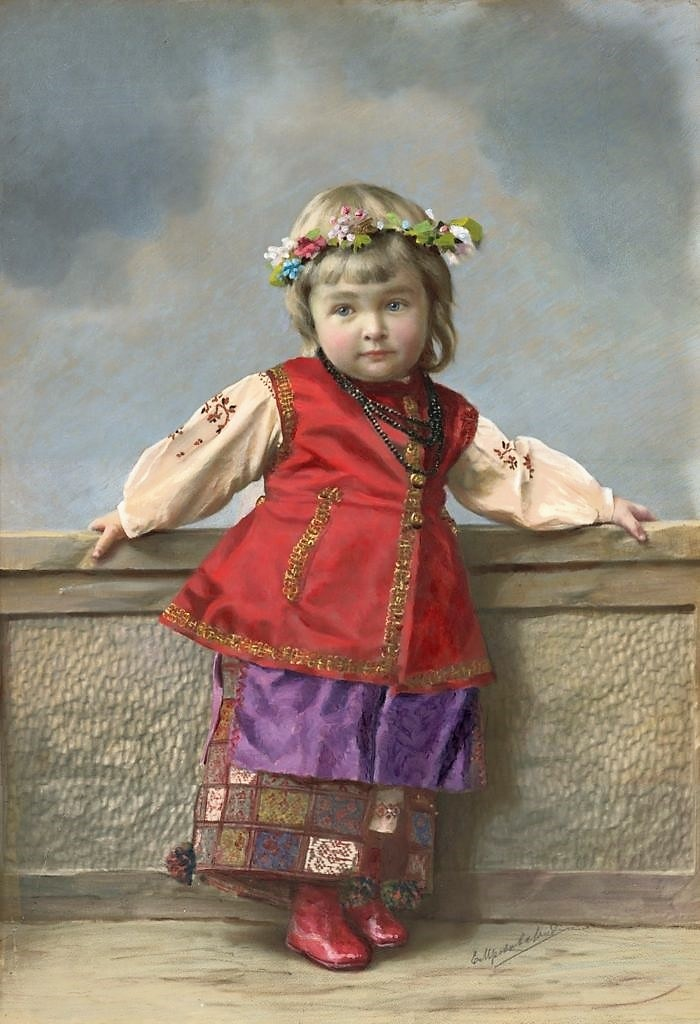
Portrét dívky
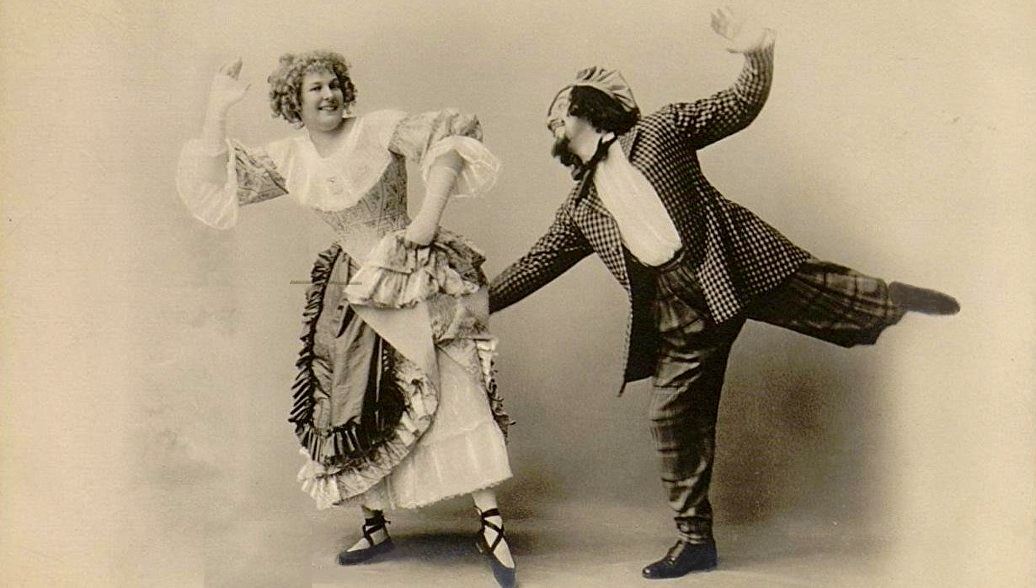
Legat a Petipa
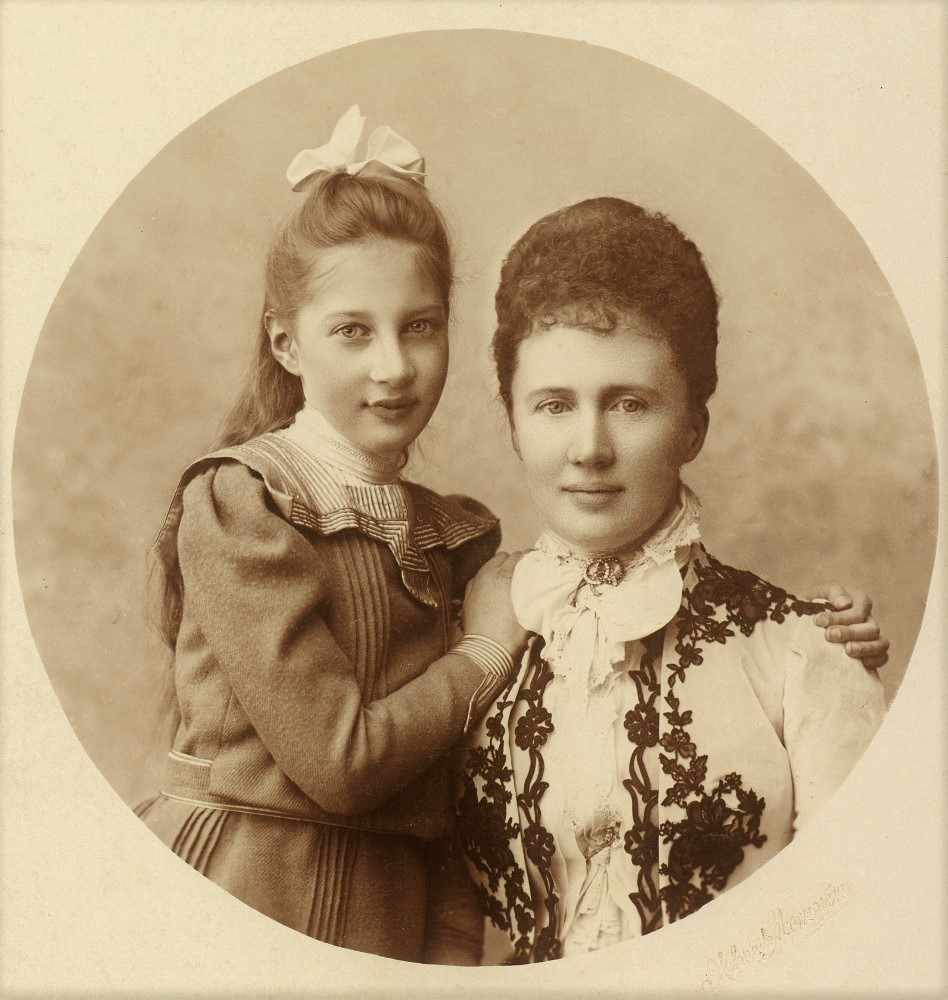
Velkokněžna Elizabeta Mavrikijevna s dcerou Tatjanou
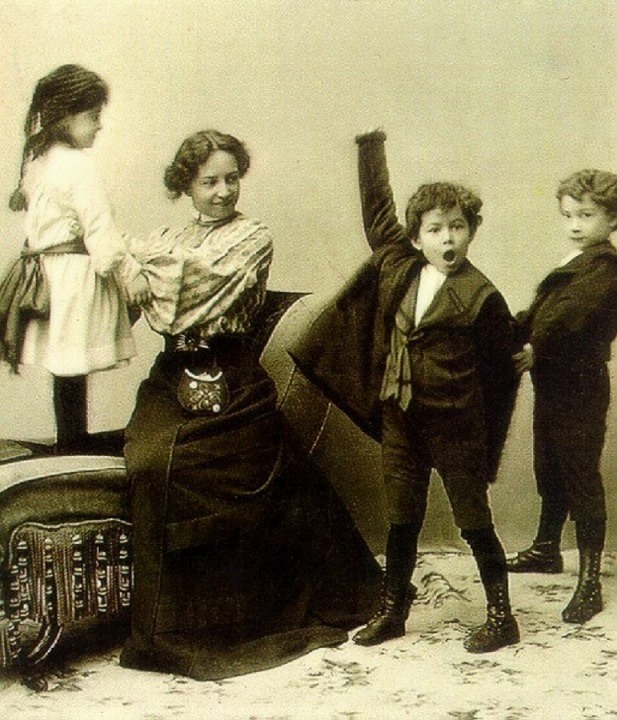
Věra Komissarževskaja v roli Nory
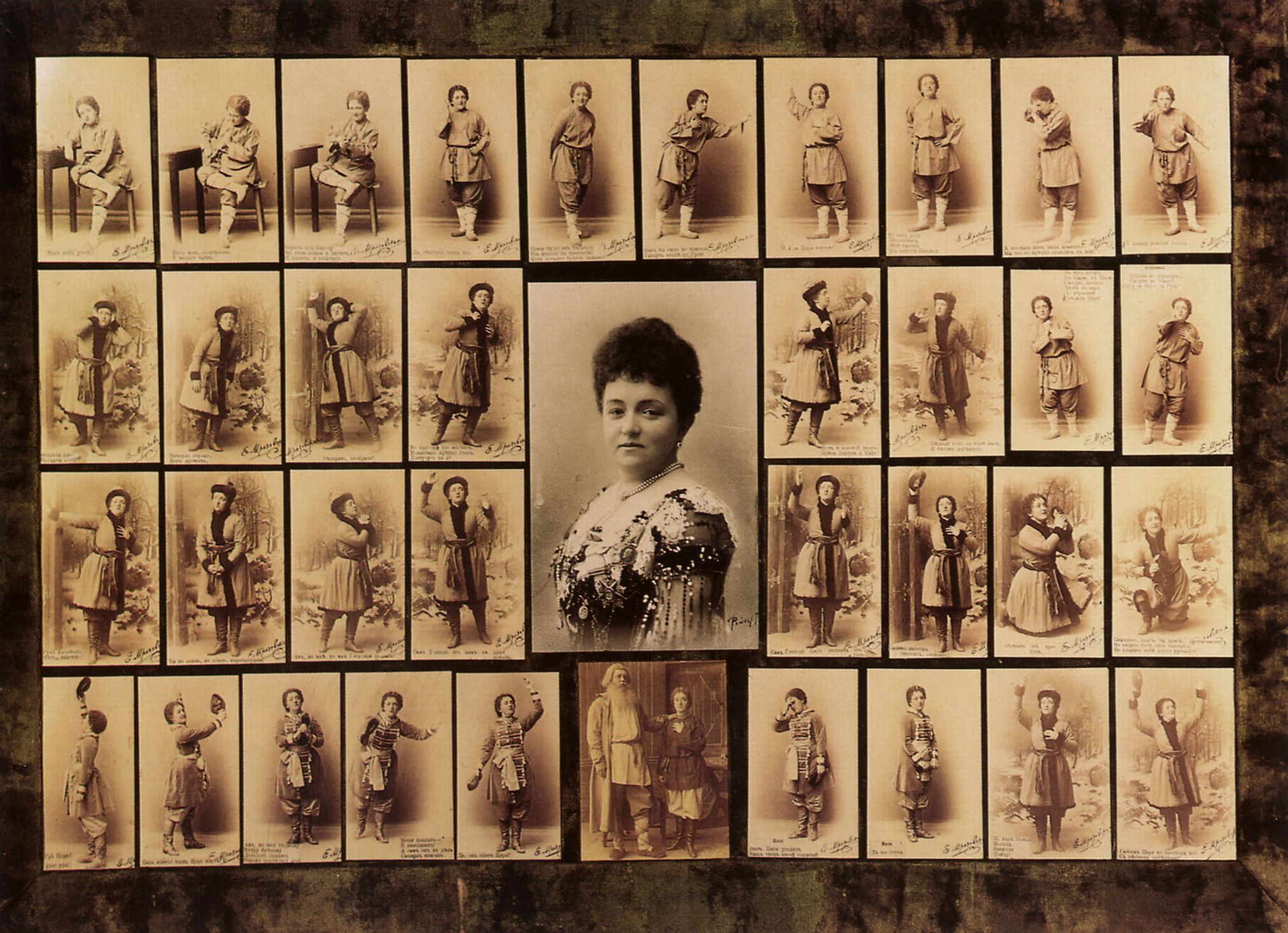
M. I. Dolina jako Vanja v opeře Život pro cara autora G. N. Glinky